# Saint-Jean-en-Val

Saint-Jean-en-Val este o comună în departamentul Puy-de-Dôme, Franța. În 1 ianuarie 2022 avea o populație de 352 de locuitori.